# Estação Ferroviária de Sines
A Estação Ferroviária de Sines foi uma interface do Ramal de Sines, que servia a localidade de Sines, no distrito de Setúbal, em Portugal.

## Descrição
A estação de Sines foi um projeto de Ernesto Korrodi.
Todas as estações na Linha de Sines foram planeados de forma a emular casas portuguesas dos Séculos XVII e XVIII, tendo originalmente incluído moradias para alojamento do pessoal ferroviário. O edifício da estação de Sines é muito semelhante ao de Santiago do Cacém, tendo sido decorado com painéis de azulejos com cenas industriais e de pesca, espelhando a sua grande importância na economia da vila. Os azulejos foram produzidos na Fábrica Sant'Anna.

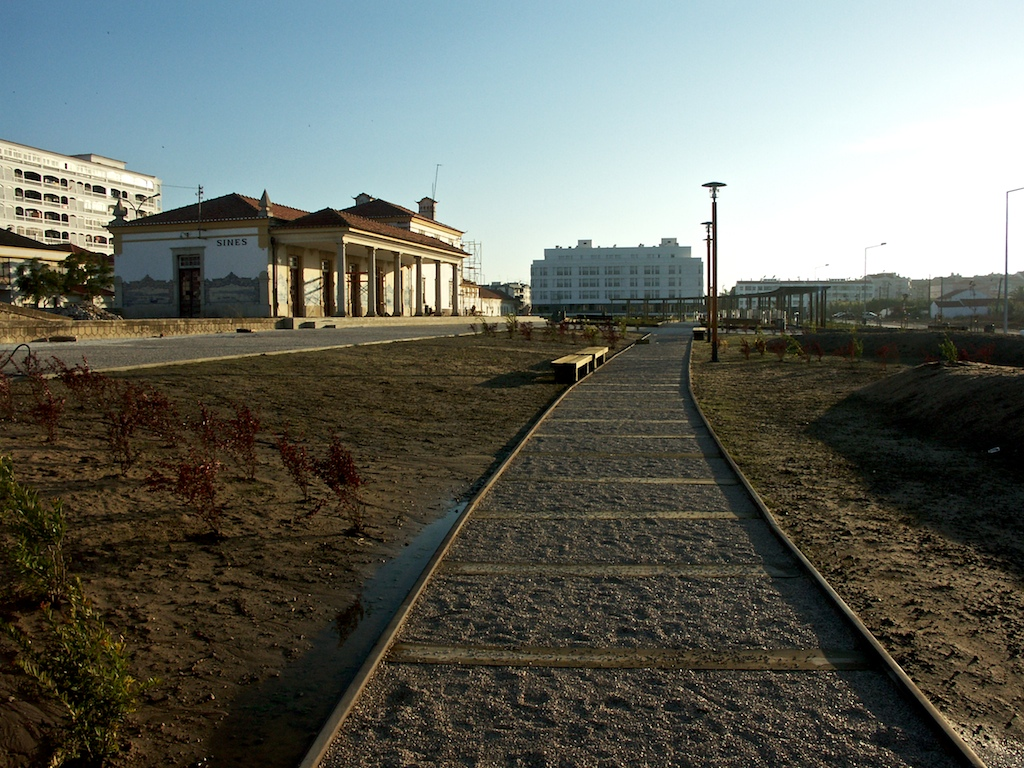
Vista geral da antiga Estação de Sines, em 2006

## História

### Planeamento, construção e inauguração
Desde os primórdios do planeamento da rede secundária na região ao Sul do Tejo, nos finais do Século XIX, que se pensou na construção de uma linha entre Beja e Sines, com a ligação ao porto. Uma comissão, formada em 6 de Outubro de 1898 para propôr o novo plano ferroviário, tendo sugerido a instalação de um ramal até Sines, com início em Alvalade, na também planeada Linha do Sado. Desta forma, iria satisfazer as pretensões dos habitantes de Sines e Santiago do Cacém, que pediam que o Porto de Sines fosse ligado à futura Linha do Sado. Este ramal foi introduzido no Plano da Rede ao Sul do Tejo, decretado em 27 de Novembro de 1902, mas problemas económicos, acentuados pela Primeira Guerra Mundial, atrasaram o início das obras, que só puderam começar em 1919. Em Maio de 1933 a linha férrea já estava em fase de conclusão até Sines, e já se tinham iniciado as obras da estação da vila. Entretanto, uma portaria de 19 de Agosto de 1925 ordenou que fossem feitos estudos para um caminho de ferro de Lagos a Sines.
A Linha de Sines foi concluída em 14 de Setembro de 1936, com a abertura do lanço entre as estações de Sines e de Santiago do Cacém.

### Encerramento
Em 2 de Janeiro de 1990, a empresa Caminhos de Ferro Portugueses encerrou os serviços de passageiros na Linha de Sines, no âmbito de um plano de reestruturação. O edifício foi posteriormente reconvertido num restaurante.